# 潘基礩
潘基礩（1914年12月29日—2011年4月26日），男，湖南宁乡人，中国城建专家、政治人物，曾任湖南省人大常委会副主任，中国国民党革命委员会湖南省委员会主任委员、名誉主任委员。